# Drama of Exile

## Drama of Exile (1981)
Drama of Exile – piąty album Nico, wydany w 1981 przez wytwórnię Aura Records. Nagrań dokonano w kwietniu i maju 1981 w Music Works Studio w Watford. 

### Lista utworów
1. "Genghis Khan" (Nico) – 3:52
2. "Purple Lips" (Nico) – 4:10
3. "One More Chance" (Nico) – 5:38
4. "Henry Hudson" (Nico) – 3:54
5. "I'm Waiting for the Man" (L. Reed) – 4:13
6. "Sixty/Forty" (Nico) – 4:50
7. "The Sphinx" (Nico) – 3:30
8. "Orly Flight" (Nico) – 3:55
9. "Heroes" (D. Bowie, B. Eno) – 6:06

### Skład
- Nico – śpiew
- Muhammad Hadi (Mad Sheer Khan) – gitara, pianino, buzuki, snitra, dalszy śpiew
- Philippe Quilichini – gitara basowa, gitara, instr. perkusyjne, syntezator, dalszy śpiew
- Steve Cordona – perkusja
- Davey Payne – saksofony
- Andy Clark – organy, pianino, syntezator

## The Drama of Exile (1983)
The Drama of Exile – album Nico, wydany w 1983 przez wytwórnię Invisible Records. Nagrań dokonano w maju 1981 w Music Works Studio w Watford. W stosunku do swojej poprzedniczki płyta różni się, brzmieniem (powtórzone nagrania), składem (zamiast saksofonisty D. Payne'a udział wzięli: J. J. Johnson, Thierry Matiozek oraz Gary Barnacle) oraz częściowo zawartością.

### Lista utworów
1. "One More Chance" (Nico) – 4:13
2. "The Sphinx" (Nico) – 4:00
3. "Sãeta" (Nico) – 3:40
4. "Genghis Khan" (Nico) – 3:34
5. "Heroes" (D. Bowie, B. Eno) – 5:41
6. "Henry Hudson" (Nico) – 3:46
7. "60/40" (Nico) – 4:35
8. "Orly Flight" (Nico) – 2:48
9. "Vegas" (Nico) – 3:30
10. "I'm Waiting For the Man" (L. Reed) – 4:14

### Skład
- Nico – śpiew
- Muhammad Hadi (Mad Sheer Khan) – gitara, pianino, buzuki, snitra, dalszy śpiew
- Philippe Quilichini – gitara basowa, gitara, instr. perkusyjne, syntezator, dalszy śpiew
- Steve Cordona – perkusja
- J. J. Johnson – instr. perkusyjne, trąbka
- Thierry Matiozek – skrzypce, dalszy śpiew
- Gary Barnacle – saksofon, perkusja
- Andy Clark – organy, pianino, syntezator